# Elise Ray
Elise Ray född 6 februari 1982 i Tallahassee i Florida, är en amerikansk gymnast.
Ray tog OS-brons i lagmångkampen i samband med de olympiska gymnastiktävlingarna 2000 i Sydney.